# Gresham (Oregón)
Gresham es una ciudad ubicada en el condado de Multnomah en el estado estadounidense de Oregón. En el año 2015 tenía una población estimada de 110 553 habitantes y una densidad poblacional de 1926,0 personas por km², siendo la cuarta ciudad más poblada del estado y la segunda del condado.

## Geografía
Gresham se encuentra ubicada en las coordenadas 44°30′13″N 122°26′22″O / 44.50361, -122.43944.

## Demografía
Según la Oficina del Censo en 2000 los ingresos medios por hogar en la localidad eran de $43,442 y los ingresos medios por familia eran $51,126. Los hombres tenían unos ingresos medios de $37,701 frente a los $27,744 para las mujeres. La renta per cápita para la localidad era de $19,588. Alrededor del 12.5% de la población estaban por debajo del umbral de pobreza.